# San Isidro Carrizal
San Isidro Carrizal är en ort i Mexiko.   Den ligger i kommunen Ocozocoautla de Espinosa och delstaten Chiapas, i den sydöstra delen av landet, 700 km öster om huvudstaden Mexico City. San Isidro Carrizal ligger 877 meter över havet och antalet invånare är 185.
Terrängen runt San Isidro Carrizal är kuperad. Runt San Isidro Carrizal är det ganska glesbefolkat, med 40 invånare per kvadratkilometer. Närmaste större samhälle är Ocozocoautla de Espinosa, 19,3 km söder om San Isidro Carrizal. I omgivningarna runt San Isidro Carrizal växer i huvudsak städsegrön lövskog.